# Buraco do Inferno
O Buraco do Inferno é o nome popular de uma caverna alagada no interior de  Goiás, estado da região Centro-Oeste do Brasil. No ano de 1992, dois mergulhadores morreram na caverna quando estavam a 35 metros de profundidade. No segundo semestre de 2017, o Fantástico apresentou uma reportagem na qual o repórter brasileiro Edson Ferraz teve um mês de treinamento numa piscina de seis metros de profundidade e acompanhou dois outros mergulhadores conseguiram chegar a 185 metros de profundidade.

## Ver tembém
- Lagoa Misteriosa - caverna alagada brasileira no Mato Grosso do Sul com 220 metros de profundidade
- Poção de Niquelândia - caverna alagada brasileira em Goiás com 270 metros de profundidade